# Krenosmittia camptophleps
Krenosmittia camptophleps är en tvåvingeart som först beskrevs av Edwards 1929.  Krenosmittia camptophleps ingår i släktet Krenosmittia och familjen fjädermyggor.
Artens utbredningsområde är British Columbia. Enligt den finländska rödlistan är arten nära hotad i Finland. Arten är reproducerande i Sverige. Artens livsmiljö är källmiljöer. Inga underarter finns listade i Catalogue of Life.